# Jan Parandowski
Jan Parandowski (Leopoli, 11 maggio 1895 – Varsavia, 26 settembre 1978) è stato uno scrittore e docente polacco.

## Biografia

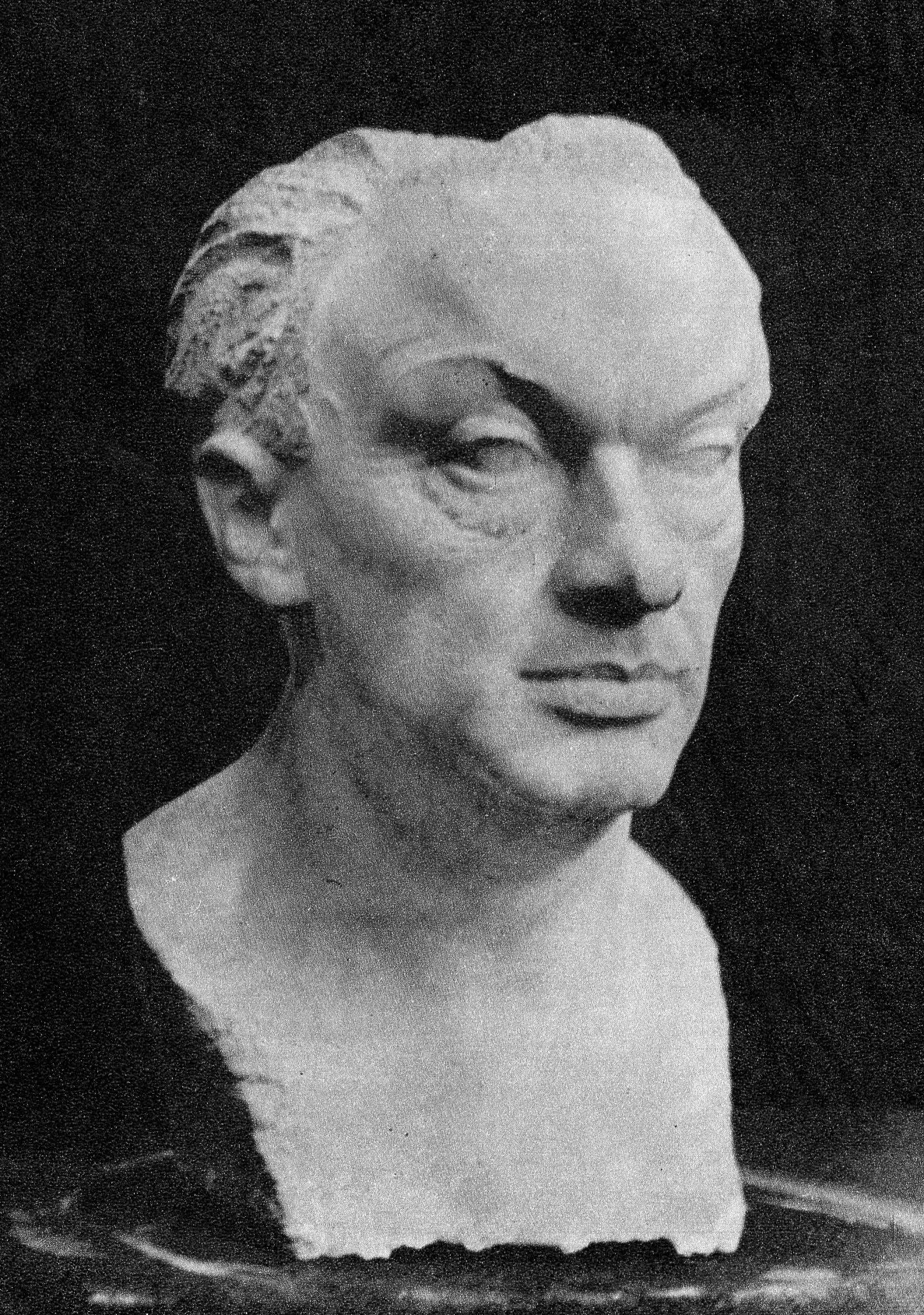
Jan Parandowski, in una scultura di Alfons Karny del 1954

La sua carriera studentesca culminò con la frequentazione del ginnasio di Leopoli, dopo di che esordì nel 1913 scrivendo un interessante saggio dedicato a Jean-Jacques Rousseau.
Dopo aver soggiornato in Russia durante la prima guerra mondiale, riprese a studiare presso l'Università di Leopoli, dove seguì il corso di filologia classica e archeologia, laureandosi nel 1923, e subito dopo decise di approfondire le sue conoscenze recandosi in Francia, in Grecia e in Italia.
Nel 1929 si trasferì a Varsavia, dove tra le altre attività, assunse la direzione della rivista Annali di Varsavia (Pamiętnik Warszawski).
Nel 1932 durante un soggiorno in Grecia incominciò a scrivere il libro che gli ha dato più notorietà: Il disco olimpico (Dysk olimpijski, 1933), che come quasi tutti i lavori di Parandowski si rivelò una sintesi tra un romanzo e approfondimenti saggistici del mondo ellenico.
Parandowski si dimostrò un pregevole biografo di scrittori e letterati: una delle sue prime opere di questo genere, e anche una delle più riuscite, fu la biografia di Oscar Wilde, intitolata Re della vita (Kròl życia, 1930).
Tra i suoi lavori narrativi si possono menzionare Cielo in fiamme (Niebo w płomieniach, 1935); L'ora mediterranea (Godzina śròdziemnomorska, 1949); Acacia (Akacja, 1967).
Invece tra le sue opere saggistiche si ricordano Alchimia della parola (Ałchemia slowa, 1951), originale per la rivelazione dei segreti tecnici degli scrittori; Petrarca (Petrarka, 1956), importante saggio riguardante lo scrittore italiano.
Infine scrisse anche libri di memorie: La meridiana (Zegar słoneczny, 1953); La mia Roma (Mój Rzym, 1959).
Dal 1945 intraprese la carriera di insegnante di filologia classica presso l'Università di Lublino.

## Opere
- Jean-Jacques Rousseau (1913);
- Eros sull'Olimpo (Eros na Olimpie, 1924);
- Roma magica (Rzym czarodziejski, 1924);
- Due primavere (Dwie wiosny, 1927);
- Re della vita (Kròl życia, 1930);
- Il disco olimpico (Dysk olimpijski, 1933);
- Cielo in fiamme (Niebo w płomieniach, 1935);
- L'ora mediterranea (Godzina śròdziemnomorska, 1949);
- Alchimia della parola (Ałchemia slowa, 1951);
- La meridiana (Zegar słoneczny, 1953);
- Petrarca (Petrarka, 1956);
- La mia Roma (Mój Rzym, 1959);
- Acacia (Akacja, 1967).